# GTV (Indonezja)
GTV (dawniej Global TV) – indonezyjska stacja telewizyjna należąca do przedsiębiorstwa Media Nusantara Citra. Została uruchomiona w 2002 roku.